# 广东北江中学

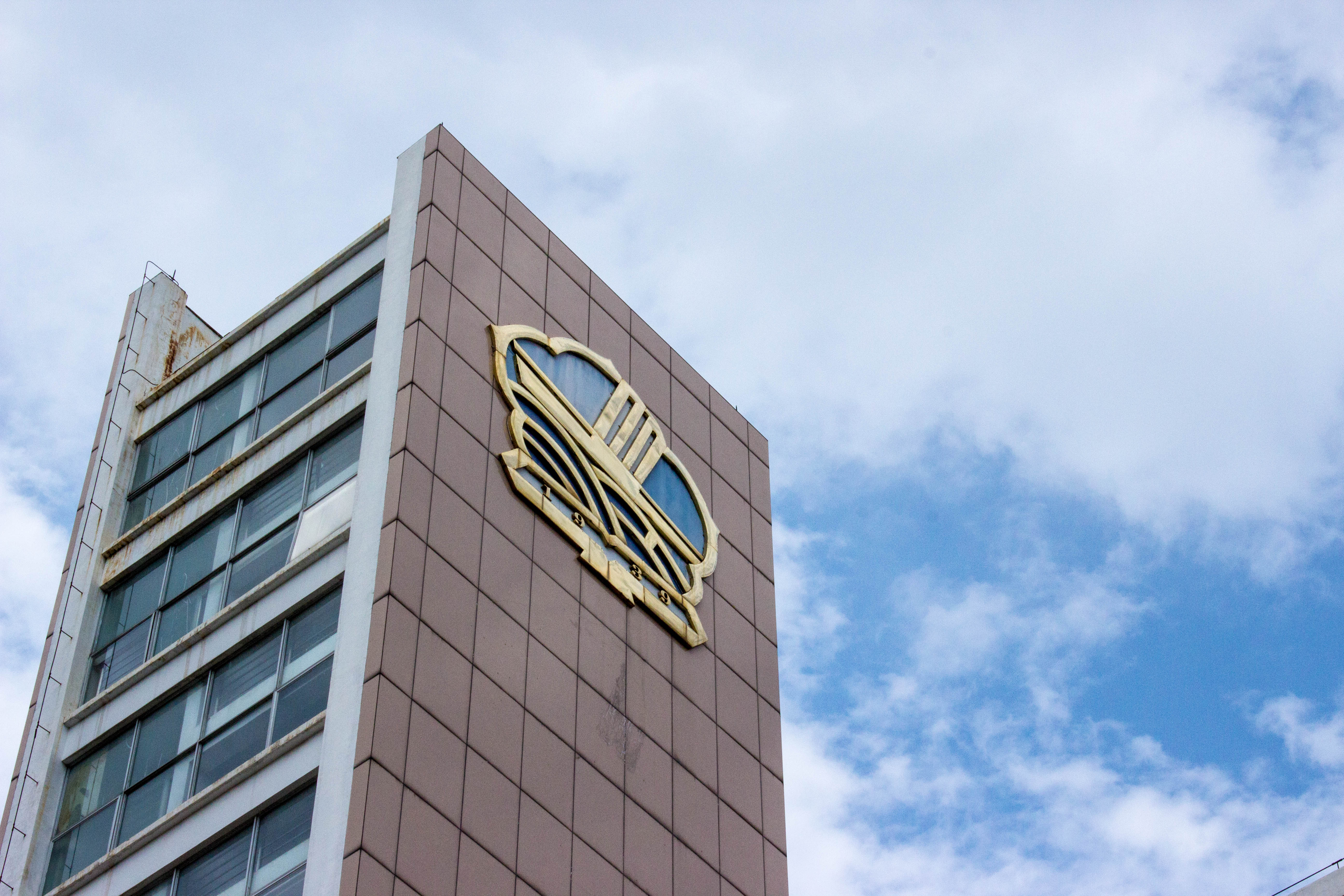
北江中学的办公楼

24°48′48″N 113°35′04″E / 24.81333°N 113.58444°E
广东北江中学（简称北中），是位于广东省韶关市的一所全日制普通中学，是首批七所广东省重点学校之一，首批国家级示范性普通高中，全国文明单位。

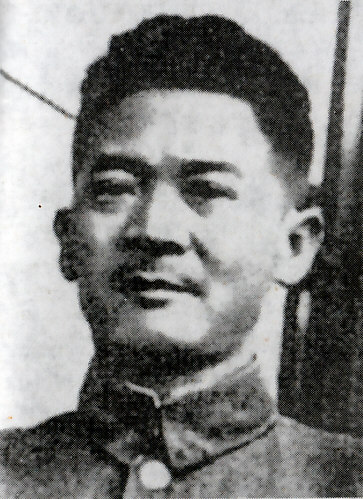
张发奎上将

## 历史

### 志锐中学
- 1928年，张发奎率领的国民革命军第四军第26师师长许志锐阵亡。
- 1931年，曾与张发奎共同追随孙中山的张天爵先生在广州创办建国中学，1937年倡议改名为志锐中学，但不久广州沦陷，学生全部转学，形同解散。[4]
- 1939年11月，志锐中学迁至始兴白石岗学宫。[5]12月15日，由时任抗日战争第四战区司令长官张发奎正式建校，张天爵任校长。有学生140余人，其中有国民革命军第四军将士遗孤和子弟，韶关市的孤儿和自费学生1940年初，按春季始业，编得初中一年级甲、乙两班，另有复式小学三个班。张天爵设想办成一所“劳动化、平民化、军事化”的学校，以培养抗战建国人才，并亲自带领学生学生劳动。学校重视课堂教育，聘有时任中共广东省委委员吴华，著名作曲家孙慎，吉联抗[6]等优秀教师。除教育部规定的教材外，还开设公民课，教授国际反法西斯斗争形势，抗日民族统一战线等内容。[7]
- 1940年，张天爵卸任，杨瑜接任校长，与吉联抗创作校歌《我们是小铁军》。[8]6月，中共广东省委派张华到始兴，在志锐中学建立活动据点。[5]
- 1941年7月，张发奎电令志锐中学迁往广西柳州大桥。[4][5]
- 1942年2月，志锐中学迁回韶关十里亭黄岗山麓。建设了新的校舍，增加了一批优秀教师。
- 1942年，开设高中部，成为完全中学。梁蕃生同学读完高中一年级后，考入中山大学，于此可见当时教学水平。[7]
- 1944年，为躲避日军进犯，迁往始兴清化枫下圩，期间不少同学加入抗日组织并对日作战。与此同时，志锐中学校长杨瑜正密谋收缴始兴县政府抗日自卫队风度卫校独立分队的枪支。[5]
- 1945年，校长，中统特务杨瑜被风度卫校独立分队逮捕。[5]
- 1945年8月，志锐中学改为省立，迁往广州番禺县市桥镇，接收原辅群中学校舍。[9]
- 1946年，冯肇光接任校长，应韶关民众要求，学校迁回韶关市浈江区熏风路，校舍被广东仲元中学接收。[9]
- 1950年2月，志锐中学、曲江县立第一中学，省立韶州师范学校合并组成广东北江临时联合中学。同年9月，韶州师范分开设校，广东北江临时中学改称广东北江中学。[7]
- 2019年，创办时间确定为1931年，以1939年为复办时间。[4][10]

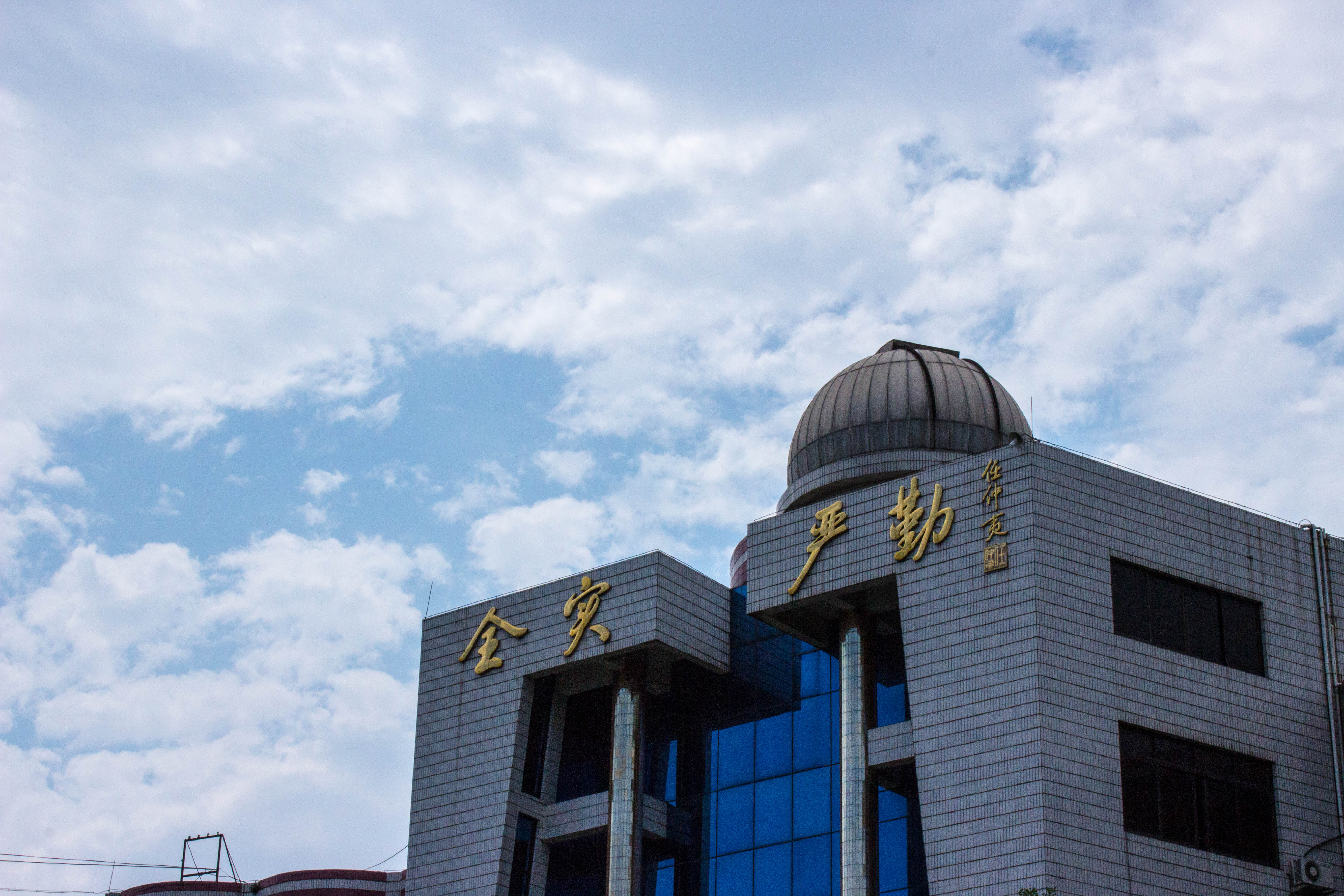
北江中学的电教楼

### 广东北江中学
- 1952年9月，全市公私立学校合并，私立励群广育联合初级中学并入广东北江中学，统一在孝悌路（今西堤横街）原励群中学校址办学。后因学生多，又在广育中学原址开设广东北江中学分教处。[11]
- 1953年，经国务院批准，与广雅中学，中山纪念中学等由省教育厅确定为广东省首批七所重点中学之一。[12]
- 1954年11月，广东北江中学高中部迁入现址，初中部留在孝悌路并扩大招生。
- 1955年9月，根据上级指示，广东北江中学初中部被划出，成为韶关初级中学，即现在的韶关市第一中学。[11]
- 1978年，文革结束后，广东恢复重点中学，再次被确定为省重点中学。
- 1994年，被广东省教育厅批准为首批省一级学校。
- 2001年，广东北江中学初中部迁至惠民北路406号，成为依托广东北江中学进行教育教学管理的民办初级中学。截至2015年，广东北江中学仍持股20%。[13]
- 2008年3月，被广东省教育厅授予“普通高中教学水平优秀学校”称号，4月被广东省教育厅批准为第一批“广东省国家级示范性普通高中”。[12]
- 2015年2月，广东北江中学被全国文明委员会授予第四届“全国文明单位”荣誉称号。[14]

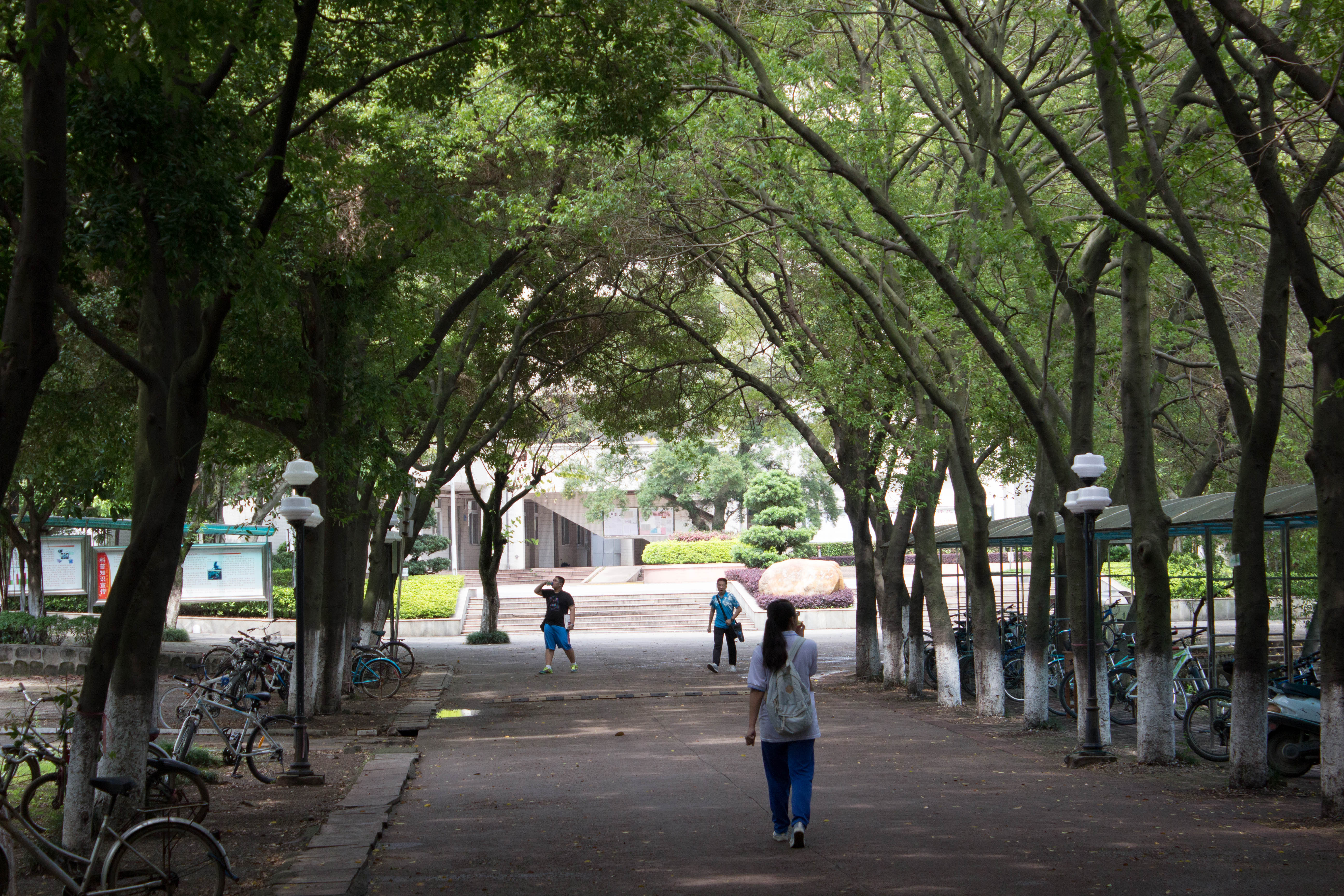
北江中学的校道

- 2019年，恢复初级中学。北江中学的校道

## 学校现况
至2016-2017学年，学校开设高中三个年级共61个教学班，在校学生3300余人，教职工200余人。每年1000余名毕业生中约有950人升入本科，其中约500人就读重点大学。

## 学校文化
- 校训：公诚廉毅

- 校风：全实严勤

全：全面发展，全心奉献
实：求真务实，诚实守信
严：严格规范，严谨治学
勤：勤俭朴素，勤学进取
- 教风：敬业　爱生　善导　创新

敬业：诲人不倦，精益求精
爱生：尊重学生，关爱学生
善导：循循善诱，教导有方
创新：勇于创新，善于创新
- 学风：明志　守礼　笃学　敦行

明志：志存高远，追求卓越
守礼：尊敬师长，礼貌待人
笃学：慎思明辨，勤学好问
敦行：知行合一，学以致用
校歌：
|  | 北江河畔 五岭之阳 春风化雨 桃李芬芳 |

## 学生组织
截至2014年10月，经学校批准的学生组织有广东北江中学团委学生会和民乐团，合唱团，舞蹈团，电脑制作，平面设计，晨星文学社，金帆艺术社，LOS动漫社，NorthHigh字幕社，广东北江中学科技社，木楼梯吉他社，模拟联合国，网页设计，琥珀心理社，演讲辩论社，中国水学校共16个学生社团。